# Proporczykowce
Proporczykowce – zwyczajowe nazwy wielu gatunków ryb akwariowych z rzędu karpieńcokształtnych i rodziny Nothobranchiidae. Początkowo nazwą proporczykowce określano gatunki z rodzaju Aphyosemion.